# یوسف فروتن (نظامی)
یوسف فروتن (زاده ۱۳۲۳ تهران) نظامی ایرانی است، که از بنیانگذاران سپاه پاسداران انقلاب اسلامی محسوب می‌شود. او عضو نخستین شورای فرماندهی سپاه بود و در سال ۱۳۶۳ نیز دوره‌ای به‌عنوان رئیس ستاد مرکزی سپاه پاسداران فعالیت می‌کرد. وی نخستین مسئول روابط عمومی و سخنگوی سپاه پاسداران بود و در خلال جنگ ایران و عراق به‌عنوان فرمانده سپاه استان لرستان فعالیت می‌کرد.
فروتن در فاصله سالهای ۱۳۶۳ تا ۱۳۶۷ رئیس سازمان زندان‌های تهران بود و از ۱۳۶۷ تا ۱۳۶۸ وظیفه حفاظت از سیدعلی خامنه‌ای را برعهده داشت. وی سابقه فرماندهی سپاه استان‌های اصفهان و لرستان، همچنین مدیرعاملی بنیاد تعاون سپاه را نیز در کارنامه نظامی خود دارا می‌باشد و دوره‌ای نیز معاون نظارت و ارزیابی وزارت دفاع و پشتیبانی نیروهای مسلح بود.